# はちぶんぎ座シグマ星
はちぶんぎ座σ星（はちぶんぎざシグマせい）は、はちぶんぎ座の恒星。現在、天の南極に最も近い（赤緯が最も小さい）バイエル符号をもつ天体であるため、南極星と呼ばれることもある。

## 概要
たて座δ型の脈動変光星だが、変動幅が約0.03等級と変光範囲が極めて小さいため、眼視観測では明るさの変化は分からない。
天の南極からは1°程度離れた位置にあり、地球の歳差運動に伴う移動によって1872年以降天の南極からは徐々に遠ざかっている。視等級が5.42と肉眼でかろうじて見える程度の明るさしかないため、現在の北極星となっているポラリスのように天測航法には使えない。そのため、天の南極を知るには通常南十字星が使われる。

## 文化

ブラジル国旗中央部の拡大図。7がはちぶんぎ座σ星。

はちぶんぎ座σ星はブラジル国旗の星図に描かれており、連邦直轄区を表すとされる。

## 名称
学名はσ Octantis（シグマ・オクタンティス）で、σ Oct、Sig Octなどと略記する。「南のポラリス」を意味する Polaris Australis の名前は既に18世紀から見られたが、広く使われてはいなかった。2017年9月5日、国際天文学連合の恒星の命名に関するワーキンググループ (Working Group on Star Names, WGSN) は、はちぶんぎ座σ星の固有名として、Polaris Australis を正式に承認した。